# Stope, Velike Lašče
Stope este o localitate din comuna Velike Lašče, Slovenia, cu o populație de 33 de locuitori.